# Le 5 equazioni che hanno cambiato il mondo
(Sulla copertina del libro)
Le 5 equazioni che hanno cambiato il mondo è un libro scritto da Michael Guillen nel 1997. La versione in italiano è stata tradotta nel 1998 da Massimo Benedetti.
Questo libro descrive la vita, le vittorie raggiunte e le sconfitte subite e le battaglie umane e scientifiche di cinque grandi scienziati vissuti in passato: Isaac Newton, Daniel Bernoulli, Michael Faraday, Rudolf Clausius e Albert Einstein.
Le cinque equazioni sono le seguenti: Gravità, Fluidodinamica, Effetto Faraday, Entropia, Relatività Generale.

## Edizioni
- Michael Guillen, Le 5 equazioni che hanno cambiato il mondo, traduzione di Massimo Benedetti, Longanesi, 1998,  p. 282, ISBN 88-502-0439-6.